# Magnesia Litera: Kniha století
Magnesia Litera: Kniha století byla anketa, kterou vyhlásili organizátoři soutěže Magnesia Litera u příležitosti výročí sta let od vzniku Československé republiky v roce 2018. Soutěž probíhala tak, že oslovení odborníci nejprve nominovali pět českých knih z každého roku od roku 1918, ze kterých pak čtenáři vybrali na webu Magnesie "knihu roku". Výjimkou byly roky, kdy již existovala anketa Magnesia Litera (od 2001). Tyto knihy se již nevolily, neboť dle organizátorů "již byly zvoleny". Takto vznikl seznam 99 knih z let 1918-2017, z něhož pak čtenáři na webu Magnesie Litery, stejně jako odborná porota, mohli zvolit tři české knihy století. Ty pak byly vyhlášeny v rámci slavnostního večera Magnesie Litery 2018. Třemi nejdůležitějšími českými knihami "století" (tedy éry od doby existence Československé republiky) byly zvoleny čtenáři Osudy dobrého vojáka Švejka za světové války Jaroslava Haška, Saturnin Zdeňka Jirotky a kniha Divadlo Járy Cimrmana Zdeňka Svěráka a Ladislava Smoljaka. Odborná porota vybrala taktéž Osudy dobrého vojáka Švejka za světové války a k tomu Bylo nás pět Karla Poláčka a román Obsluhoval jsem anglického krále Bohumila Hrabala. Nejvíce knih v základním výběru 99 knih měli Milan Kundera a Karel Čapek.
Cílem bylo vybrat jakýsi kánon moderní české literatury, avšak jistou zvláštností celého konceptu bylo, že v Magnesii Liteře mohou vyhrát i překladové knihy, takže se v "českém kánonu" ocitl například i rumunský autor Petru Cimpoesu. Do volby "knih roku" v letech 1918-2000 organizátoři taktéž zařadili divadelní hry, které ale v Magnesii Liteře nesoutěží, takže se po roce 2000 objevit nemohly. Celý systém volby se setkal i z jiných důvodů s kritikou v médiích.

## Knihy roku[3]
- 1918: Eduard Štorch – Lovci mamutů
- 1919: Ivan Olbracht – Podivné přátelství herce Jesenia
- 1920: Karel Čapek – Loupežník
- 1921: Jaroslav Hašek – Osudy dobrého vojáka Švejka za světové války
- 1922: Fráňa Šrámek – Měsíc nad řekou
- 1923: František Langer – Velbloud uchem jehly
- 1924: Karel Čapek – Krakatit
- 1925: Jaroslav Seifert – Na vlnách TSF
- 1926: Vladislav Vančura – Rozmarné léto
- 1927: Konstantin Biebl – S lodí, jež dováží čaj a kávu
- 1928: Ladislav Klíma – Utrpení knížete Sternenhocha
- 1929: Josef Čapek – Povídání o pejskovi a kočičce
- 1930: František Halas – Kohout plaší smrt
- 1931: Vladislav Vančura – Marketa Lazarová
- 1932: Jan Werich a Jiří Voskovec – Caesar
- 1933: Ivan Olbracht – Nikola Šuhaj loupežník
- 1934: Jakub Deml – Zapomenuté světlo
- 1935: Jan Werich a Jiří Voskovec – Balada z hadrů
- 1936: Karel Čapek – Válka s mloky
- 1937: Karel Čapek – Bílá nemoc
- 1938: František Halas – Torzo naděje
- 1939: František Kožík – Největší z pierotů
- 1940: Jiří Orten – Cesta k mrazu
- 1941: Eduard Bass – Cirkus Humberto
- 1942: Zdeněk Jirotka – Saturnin
- 1943: František Hrubín – Říkejte si se mnou
- 1944: Jaroslav Havlíček – Petrolejové lampy
- 1945: Jiří Kolář – Limb a jiné básně
- 1946: Karel Poláček – Bylo nás pět
- 1947: Jiří Orten – Elegie
- 1948: Ferdinand Peroutka – Oblak a valčík
- 1949: Jiří Weil – Život s hvězdou
- 1950: Jiří Kolář – Prométheova játra
- 1951: Egon Hostovský – Nezvěstný
- 1952: Jiří Hanzelka a Miroslav Zikmund – Afrika snů a skutečnosti
- 1953: Vladimír Neff – Srpnovští páni
- 1954: Jaroslav Seifert – Maminka
- 1955: Adolf Branald – Dědeček automobil
- 1956: Edvard Valenta – Jdi za zeleným světlem
- 1957: Jan Skácel – Kolik příležitostí má růže
- 1958: Josef Škvorecký – Zbabělci
- 1959: Ludvík Aškenazy – Putování za švestkovou vůní
- 1960: Jan Werich – Fimfárum
- 1961: Karel Michal – Bubáci pro všední den
- 1962: František Hrubín – Romance pro křídlovku
- 1963: Ladislav Fuks – Pan Theodor Mundstock
- 1964: Arnošt Lustig – Modlitba pro Kateřinu Horovitzovou
- 1965: Ivan Wernisch – Zimohrádek
- 1966: Ludvík Vaculík – Sekyra
- 1967: Milan Kundera – Žert
- 1968: Bohumila Grögerová a Josef Hiršal – JOB – BOJ
- 1969: Jan Zahradníček – Znamení moci
- 1970: Jan Procházka – Ucho
- 1971: Ota Pavel – Smrt krásných srnců
- 1972: Zdena Salivarová – Honzlová
- 1973: Milan Kundera – Život je jinde
- 1974: Ota Pavel – Jak jsem potkal ryby
- 1975: Václav Havel – Audience
- 1976: Jiří Gruša – Dotazník
- 1977: Josef Škvorecký – Příběh inženýra lidských duší
- 1978: Vladimír Körner – Údolí včel
- 1979: Milan Kundera – Kniha smíchu a zapomnění
- 1980: Bohumil Hrabal – Příliš hlučná samota
- 1981: Ludvík Vaculík – Český snář
- 1982: Bohumil Hrabal – Obsluhoval jsem anglického krále
- 1983: Václav Havel – Dopisy Olze
- 1984: Milan Kundera – Nesnesitelná lehkost bytí
- 1985: Ivan Martin Jirous – Magorovy labutí písně
- 1986: Alexandra Berková – Knížka s červeným obalem
- 1987: Zdeněk Svěrák, Ladislav Smoljak, Jára Cimrman – Divadlo Járy Cimrmana
- 1988: Emanuel Frynta – Písničky bez muziky
- 1989: Oldřich Mikulášek – Agogh
- 1990: Milan Kundera – Nesmrtelnost
- 1991: J. H. Krchovský – Noci, po nichž nepřichází ráno
- 1992: Jan Zábrana – Celý život
- 1993: Michal Viewegh – Báječná léta pod psa
- 1994: Jáchym Topol – Sestra
- 1995: Vlastimil Třešňák – Klíč je pod rohožkou
- 1996: Petr Borkovec – Mezi oknem, stolem a postelí
- 1997: Pavel Šrut – Zlá milá
- 1998: Irena Dousková – Hrdý Budžes
- 1999: Miloš Urban – Sedmikostelí
- 2000: Zuzana Brabcová – Rok perel

## Vítězové Magnesie Litery
- 2001: Jürgen Serke – Böhmische Dörfer. Putování opuštěnou literární krajinou
- 2002: Pavel Zatloukal – Příběhy z dlouhého století – Architektura let 1750–1918 na Moravě a ve Slezsku
- 2003: Jiří Suk – Labyrintem revoluce
- 2004: Jan Novák – Zatím dobrý
- 2005: Jan Reich – Bohemia
- 2006: Petru Cimpoesu – Simion Výtažník
- 2007: Petr Nikl – Záhádky
- 2008: Bohumila Grögerová – Rukopis
- 2009: Petra Soukupová – Zmizet
- 2010: Jan Balabán – Zeptej se táty
- 2011: Michal Ajvaz – Lucemburská zahrada
- 2012: Jiří Hájíček – Rybí krev
- 2013: Jiří Padevět – Průvodce protektorátní Prahou
- 2014: Martin Reiner – Básník. Román o Ivanu Blatném
- 2015: Daniela Hodrová – Točité věty
- 2016: Bianca Bellová – Jezero